# Jagdschloss Troyerstein

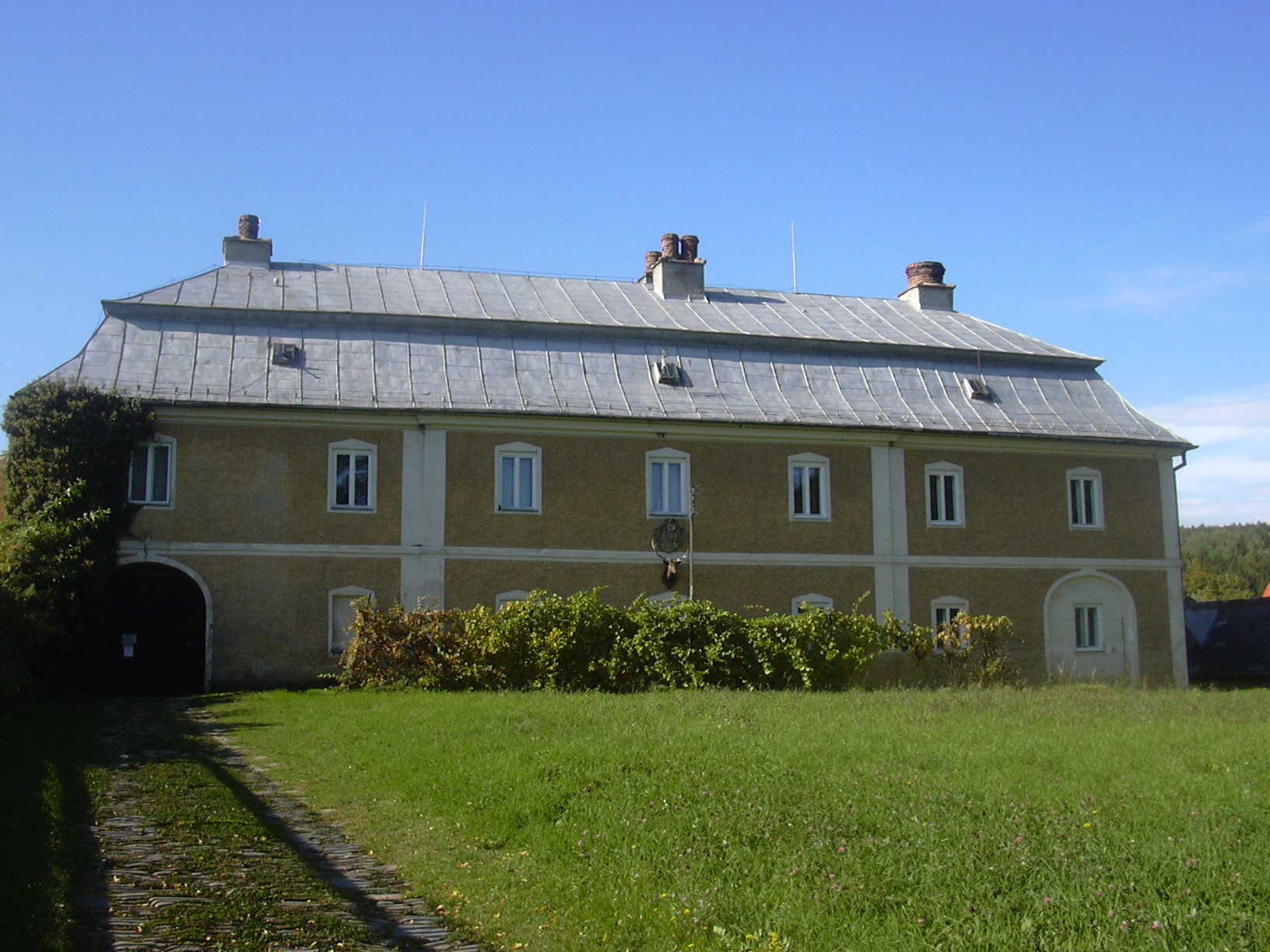
Jagdschloss Troyerstein

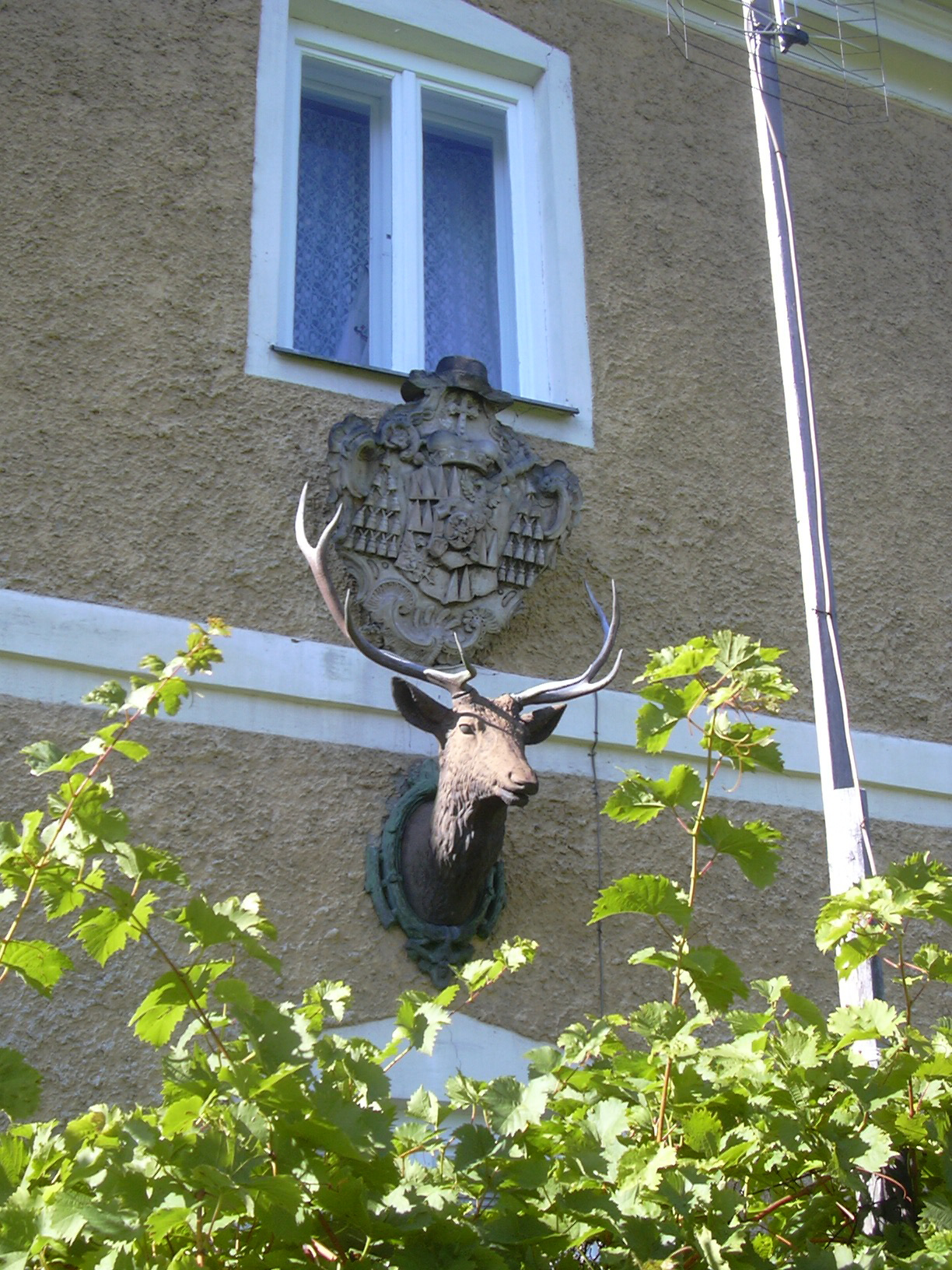
Bischöfliches Wappen und Hirschkopf

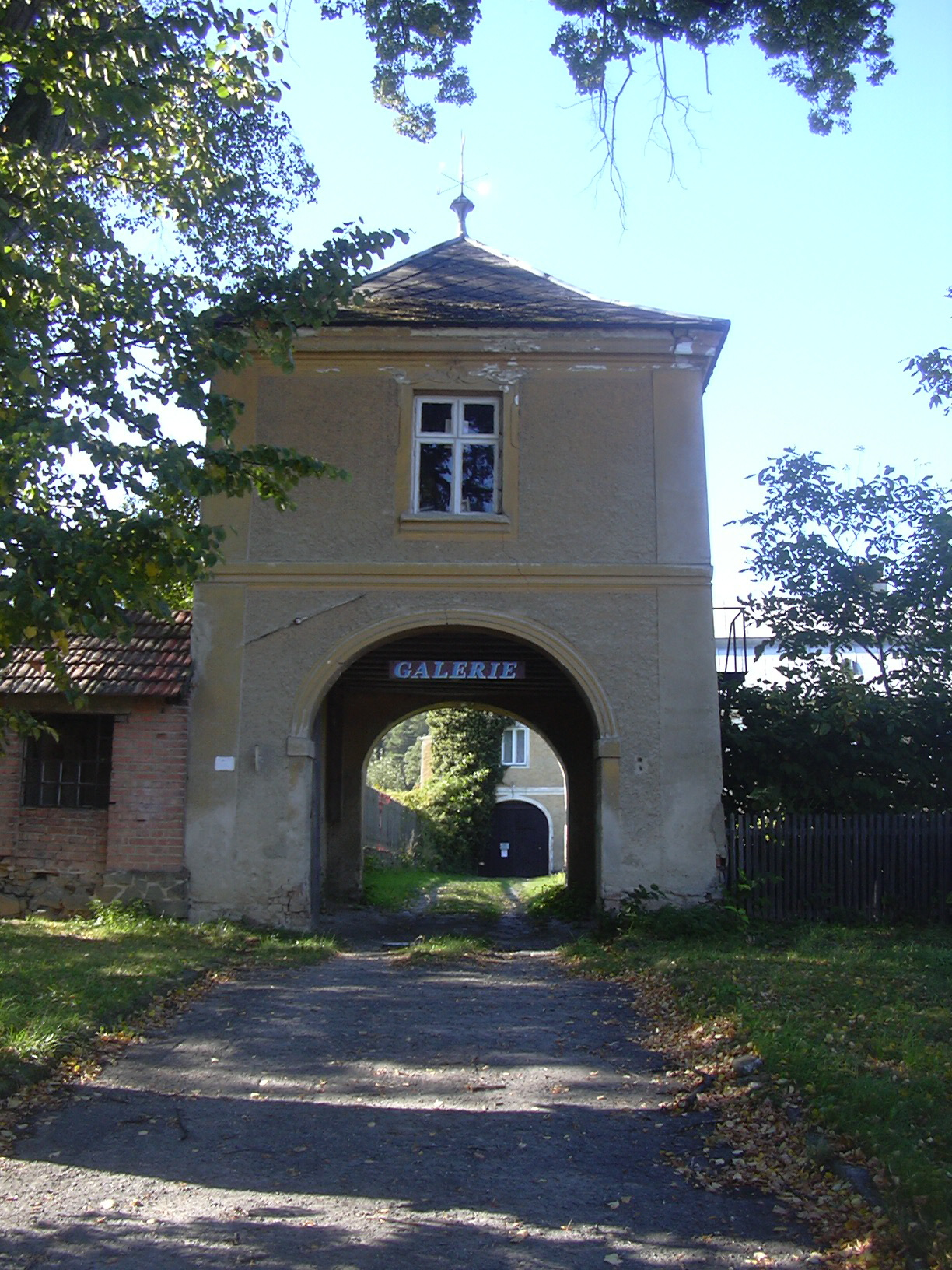
Eingangstor

Das Jagdschloss Troyerstein, auch als Trojerov bezeichnet, ist ein Barockbau in Rychtářov im Drahaner Bergland, Tschechien.

## Geographie
Das zweigeschossige Schloss befindet sich westlich des Dorfangers im Ortszentrum von Rychtářov am östlichen Fuße des 446 m hohen Hügels Rychtářovský vrch. Westlich liegen die Reste der Burgen Stagnov und Kuchlov, im Süden die Trinkwassertalsperre Opatovice.

## Geschichte
Troyerstein wurde als Jagdschloss des Olmützer Fürstbischofs Ferdinand Julius von Troyer errichtet und 1755 vollendet. Am Übergang vom 19. zum 20. Jahrhundert ließ das Bistum das Schloss und das Eingangstor instand setzen. Nach der Verstaatlichung diente das Anwesen in der zweiten Hälfte des 20. Jahrhunderts zunächst als Verwaltungssitz des Militärforstes und ging dann in den Besitz des Ortsnationalausschusses von Rychtářov über.
Das Schloss ist als Kulturdenkmal geschützt und dient als Wohnhaus für drei Familien. Es ist nicht öffentlich zugänglich. Am Eingangsportal befindet sich das Wappen des Bischofs und ein Hirschkopf mit Geweih.